# Eric Dane
Pour les articles homonymes, voir Dane.
Eric T. Melvin, dit Eric Dane, né le 9 novembre 1972 à San Francisco (Californie, États-Unis), est un acteur américain.
Il est révélé au grand public grâce à son interprétation du Docteur Mark Sloan dans la série télévisée médicale Grey's Anatomy (2006-2021) qui lui permet de jouer, au cinéma, dans des succès commerciaux comme la comédie dramatique Marley et moi, la comédie romantique chorale Valentine's Day et la comédie musicale Burlesque.
Il fait un retour télévisuel au premier plan en occupant le rôle principal de la série télévisée apocalyptique The Last Ship dont il est aussi producteur (2014-2018).

## Biographie

### Enfance et formation
Il est le fils de Leah, femme de ménage et d’un architecte d’intérieur, William Melvin,. Il a 7 ans lorsque son père meurt brutalement d’une blessure par balle,. Il a un frère cadet et ils ont été élevés dans la religion juive de leur mère.
Il fréquente l’école secondaire Sequoia à Redwood City, en Californie, de 1987 à 1990, et San Mateo High School San Mateo, en Californie, de 1990 à 1991, où il est diplômé.
Athlète au lycée, jouant dans l’équipe de water-polo, il décide de poursuivre une carrière dans la comédie après avoir participé à une production scolaire de All My Sons d’Arthur Miller.

### Carrière

#### Les débuts (1993-2000)
Après avoir fait de la figuration dans La Force du destin, il décide de devenir acteur. En 1993, il déménage à Los Angeles, où il fait quelques apparitions dans des séries telles que Sauvés par le gong, Les Années coup de cœur, Mariés, deux enfants.
En 1995, il joue dans le téléfilm biographique Les Galons du silence avec Glenn Close. Il est plébiscité par la critique, nommé pour trois Golden Globes et acclamé lors de la cérémonie des Primetime Emmy Awards.
Il débute au cinéma en 1999 lorsqu'il décroche un rôle plus dramatique salué par la critique The Basket et plus tard, dans des productions australiennes.
En 2000, il signe son premier rôle récurrent dans la série télévisée médicale Gideon's Crossing. Il apparaît dans un arc narratif de quatre épisodes et interprète le Dr Wyatt Cooper.

#### La révélation télévisuelle puis cinématographique (2003-2010)
Entre 2003 et 2004, il signe un contrat pour la série Charmed et y reste deux saisons en tant que personnage récurrent, où il joue le rôle de Jason Dean, le patron et petit ami de Phoebe Halliwell (jouée par Alyssa Milano). Parallèlement à cet engagement, il apparaît dans deux épisodes de Las Vegas ; il rejoint ensuite Jeremy Davies, Clea DuVall et Allison Smith pour le thriller Helter Skelter, nommé à l'Emmy Awards de la meilleure musique et pour le Satellite Awards du meilleur téléfilm.
En 2005, il incarne le premier rôle masculin du téléfilm Painkiller Jane, basé sur le personnage de fiction de Event Comics avec Emmanuelle Vaugier dans le rôle-titre. Cette même année, il joue dans le film d'horreur indépendant Feast avec Navi Rawat, Krista Allen et Josh Zuckerman, plébiscité lors du festival Austin Fantastic Fest.

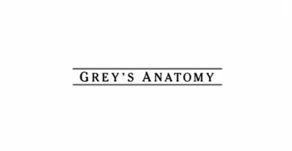
Logo de la série télévisée Grey's Anatomy.

Enfin, il obtient le rôle du Docteur Mark Sloan dans Grey's Anatomy, ex-meilleur ami de Derek Shepherd et qui entretenait une relation avec le Docteur Addison Montgomery et petit ami de Lexie Grey, sœur de Meredith Grey. Son personnage est introduit à partir de la seconde saison et les retours positifs du public conduisent à la promotion de Dane en tant que régulier, à partir de la troisième saison. 

Eric Dane en tant que Mark Sloan dans Grey's Anatomy.

La série rencontre un succès fulgurant, critique et publique, il permet de révéler l'acteur qui accède à une notoriété publique importante. L'ensemble de la distribution est récompensé par le Screen Actors Guild Awards ainsi que le Satellite Awards de la meilleure distribution. À titre personnel, son interprétation est saluée par une citation lors du Festival de télévision de Monte-Carlo au titre de Meilleur acteur dans une série dramatique. Il va occuper ce rôle de manière régulière jusqu'en 2012, lorsqu'il est "viré" de Grey's Anatomy car il coutait trop cher à la production. Il avait aussi développé une forte addiction à l'alcool. La production à donc décidé de laisser son personnage mourir lors d'un crash aérien dans le dernier épisode de la saison 8 de Grey's Anatomy.

Forte d'une nouvelle visibilité, il accélère sa cadence d'apparitions au cinéma : en 2006, il joue l'Homme-multiple dans X-Men : L'Affrontement final de Brett Ratner. Le blockbuster est le volet le moins bien reçu de la franchise, mais il est aussi le plus lucratif. Il est également à l'affiche du thriller Dérive Mortelle avec Cameron Richardson, Susan May Pratt et Richard Speight Jr. Le film fait office de suite à Open Water : En eaux profondes. À la télévision, il occupe l'un des rôles principaux du téléfilm romantique Un mariage malgré tout ! nommé pour le GLAAD Media Awards du meilleur téléfilm, en 2007. 

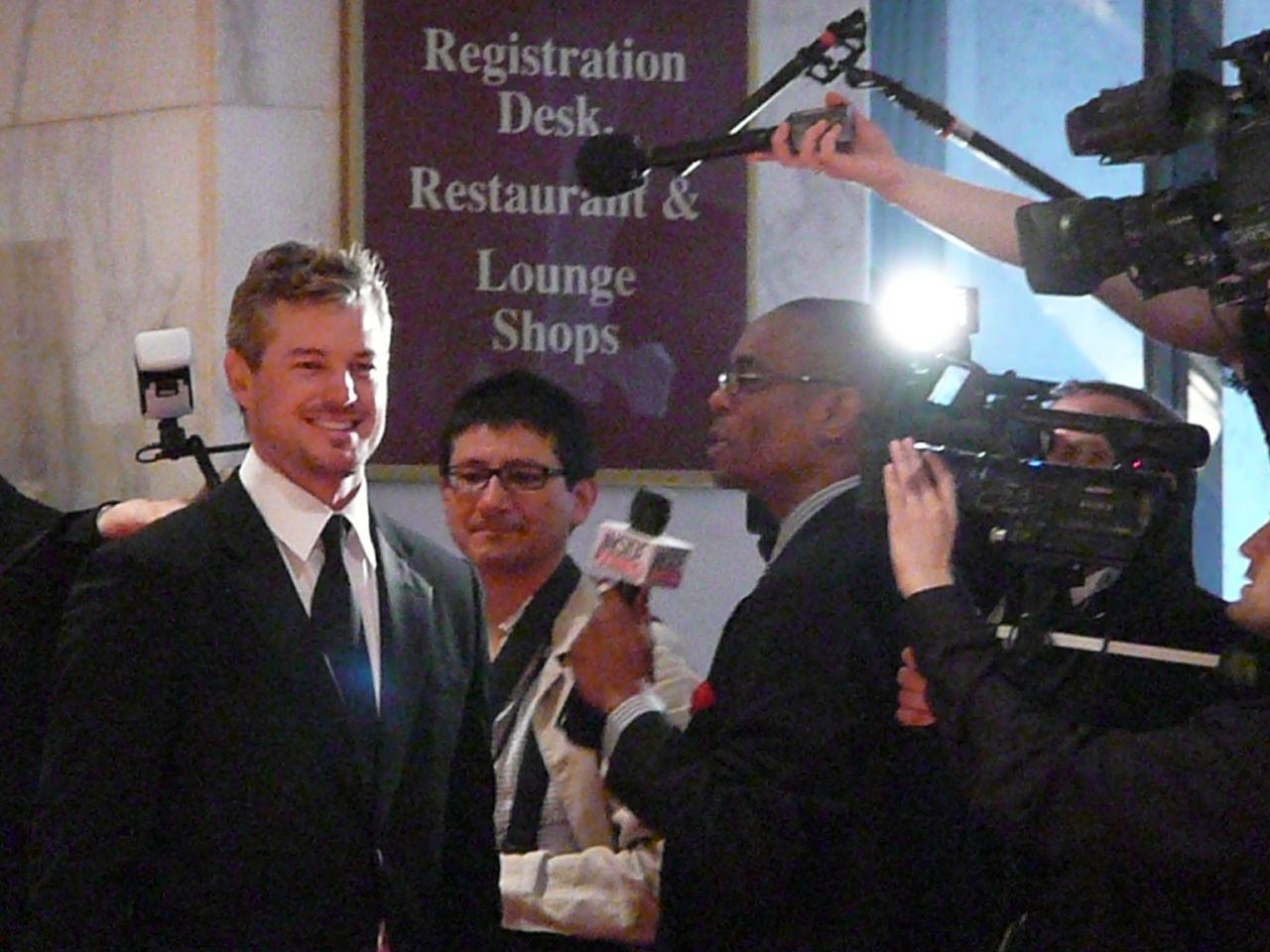
Eric Dane, lors du dîner organisé par l'Association des correspondants de la Maison-Blanche, en 2008.

En 2008, en tant que second rôle, il participe à la comédie dramatique Marley et moi avec Owen Wilson et Jennifer Aniston. Le film est un franc succès au box office, il détient le record du plus grand nombre d'entrées au box-office durant la période de Noël aux États-Unis avec près de 14,75 millions de $US en billets vendus. Bien reçu par la critique également, il est élu meilleur film de comédie lors des Teen Choice Awards.
En 2010, il joue dans la comédie romantique de Garry Marshall, Valentine's Day avec une pléiade de stars comme Jessica Alba, Julia Roberts, Ashton Kutcher, Shirley MacLaine, Bradley Cooper et bien d'autres. Le film fonctionne au box office mais divise en revanche la critique. Cette même année, il rejoint la distribution du drame musical Burlesque porté par Christina Aguilera et Cher. Un succès critique et public,.

#### Retour télévisuel et poursuite de carrière (2014-présent)
En 2014, il fait un retour télévisuel remarqué, lorsqu'il intègre la distribution de la série de Hank Steinberg, The Last Ship (série télévisée américaine de science-fiction post-apocalyptique), aux côtés de Rhona Mitra en tant que personnage principal. Cette série suit l'équipage de l'USS Nathan James, un destroyer de l'United States Navy de classe Arleigh Burke qui découvre avec horreur qu'une épidémie a décimé la majeure partie de la population mondiale. Entre 2015 et 2016, l'acteur officie également comme producteur d'une vingtaine d'épisodes.

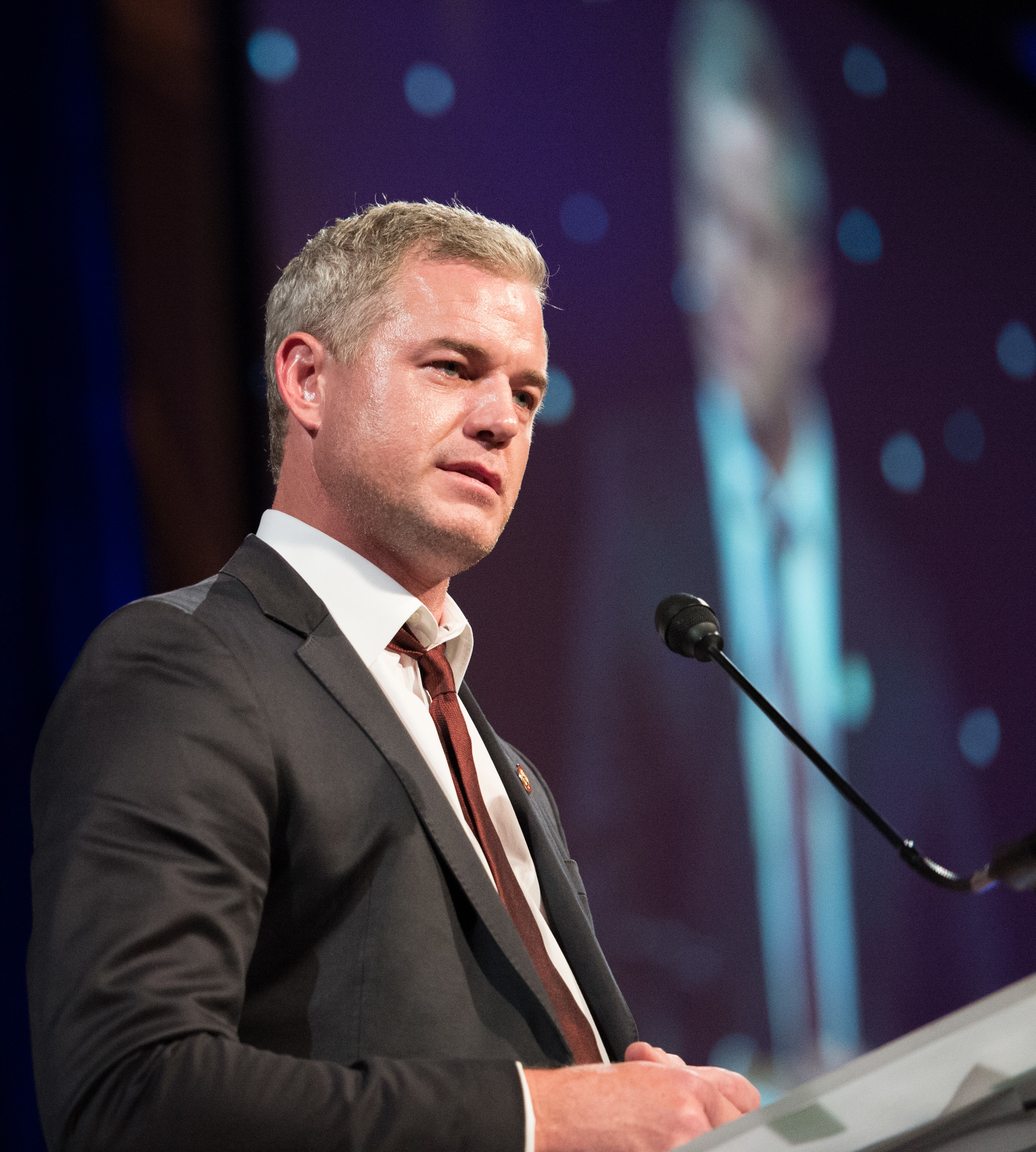
Eric Dane, au National Building Museum à Washington, en 2015.

En 2015, il est aussi l'acteur principal de la minisérie d'action The Fixer (en) avec Kathleen Robertson pour les 4 épisodes. Cette double présence en tête d'affiche de deux séries télévisées lui vaut d'être nommé dans la catégorie Acteur de série télévisée préféré lors de la cérémonie des People's Choice Awards.
En avril 2017, la production de la série The Last Ship est interrompue pour permettre à Eric Dane de traiter sa dépression. Cette même année sort le thriller Grey Lady (en) dont il tient le rôle principal accompagné des actrices Natalie Zea et Amy Madigan.
2018 marque la fin de The Last Ship à l’issue de la cinquième saison, l'acteur aura alors produit 35 épisodes au total. L'année suivante, il décroche un rôle régulier dans le nouveau drame du réseau HBO, Euphoria, dont le premier rôle est tenu par l’actrice montante Zendaya.

### Vie personnelle
En 2003, il eut une courte relation amoureuse avec Alyssa Milano[réf. nécessaire], qui interprète Phoebe Halliwell dans la série Charmed.
Il s'est marié en octobre 2004 à l'actrice Rebecca Gayheart avec qui il aura deux filles : Billie Beatrice, née le 3 mars 2010, et Georgia Géraldine, née le 28 décembre 2011. Le couple fait scandale, en 2009, car une sextape de leurs ébats, accompagnés par l'ex-femme de l'acteur, Kari Ann Peniche, fuite sur internet. En février 2018, le couple divorce après treize ans de mariage.
En 2008, il découvre qu'il est atteint d'un cancer de la peau, mais grâce à des soins rapides, il vainc son cancer et peut continuer le tournage de Grey's Anatomy.
En juin 2011, l'acteur rentre en cure de désintoxication pour soigner une dépendance aux médicaments sur ordonnance, qu'il a développée après avoir subi une blessure sportive.
En avril 2025, l'acteur révèle être atteint de la maladie de Charcot.

## Filmographie

### Cinéma
- 1999 : Basket de Rich Cowan (en) : Tom Emery
- 2003 : Sol Goode (en) de Danny Comden (en) : acteur dramatique
- 2005 : Feast de John Gulager : Hero
- 2006 : X-Men : L'Affrontement final de Brett Ratner : Homme-multiple / Jamie Madrox
- 2006 : Dérive mortelle de Hans Horn : Dan
- 2008 : Marley & Moi de David Frankel : Sebastian
- 2010 : Valentine's Day de Garry Marshall : Sean Jackson
- 2010 : Burlesque de Steve Antin : Marcus
- 2017 : La demoiselle grise (en) (Grey Lady) de John Shea : Doyle
- 2022 : Redeeming Love de D. J. Caruso : Duke
- 2023 : American Carnage de Diego Hallivis : Eddie
- 2023 : Dangerous Waters de John Barr : Derek Stipes
- 2024 : Bad Boys: Ride or Die d'Adil El Arbi et Bilall Fallah : McGrath
- 2025 : Americana de Tony Tost : Dillon MacIntosh

### Télévision

#### Séries télévisées
- 1991 : Sauvés par le gong : Tad Pogue (saison 3, épisode 4)
- 1992 : Le Rebelle : Jimmy Warren (saison 1, épisode 5)
- 1993 : Les Années coup de cœur : Brett (saison 6, épisode 16)
- 1995 : Mariés, deux enfants : Oliver Cole (saison 9, épisode 26)
- 1996 : Seduced by Madness: The Diane Borchardt Story (en) : Nick (saison 1, épisode 2)
- 1996 : Les Dessous de Palm Beach : Justin Whalen (saison 5, épisode 21)
- 1996 : Roseanne : Bellhop (saison 8, épisode 18)
- 1997 : Crisis Center (en) : Mark Kelly (saison 1, épisode 3)
- 2000 : Zoé, Duncan, Jack et Jane : Alec (saison 2, épisode 4)
- 2001 : Gideon's Crossing : Dr Wyatt Cooper (saison 1, 4 épisodes)
- 2002 : Emma Brody : Rob Goodwin (saison 1, épisodes 2, 3 et 4)
- 2003-2004 : Charmed : Jason Dean (9 épisodes)
- 2004 : Las Vegas : Leo Broder (saison 2, épisodes 1 et 2)
- 2006 - 2012 : Grey's Anatomy : Dr Mark Sloan (139 épisodes)
- 2009-2010 : Private Practice : Dr Mark Sloan (saison 2, épisode 16 et saison 3, épisode 11)
- 2015 : The Fixer (en) : Carter (mini-série, 4 épisodes)
- 2014 - 2018 : The Last Ship : Commandant Tom Chandler (rôle principal - 56 épisodes - également producteur de 35 épisodes)
- 2018 : Les Griffin : Lui-même (voix, 1 épisode)
- depuis 2019 : Euphoria : Cal (rôle principal - en cours)
- 2025 : Kaboul de Kasia Adamik et Olga Chajdas : Martin

Prochainement
- 2025 : Countdown : Nathan Blythe

#### Téléfilms
- 1995 : Les galons du silence de Jeff Bleckner : Matt
- 2001 : Ball & Chain de Todd Holland : Jack
- 2004 : Helter Skelter de John Gray : Charles « Tex » Watson
- 2005 : Painkiller Jane de Sanford Bookstaver (en) : Nick
- 2006 : Un mariage malgré tout ! de Jim Fall : Ben Grandy

## Distinctions
Sauf indication contraire ou complémentaire, les informations mentionnées dans cette section proviennent de la base de données IMDb.

### Récompenses
- 11e cérémonie des Satellite Awards 2006 : Meilleure distribution dans une série télévisée dramatique pour Grey's Anatomy (2006-2012) partagé avec Justin Chambers, Patrick Dempsey, Katherine Heigl, T.R. Knight, Sandra Oh, James Pickens Jr., Ellen Pompeo, Sara Ramirez, Kate Walsh, Isaiah Washington et Chandra Wilson.
- 13e cérémonie des Screen Actors Guild Awards 2007 :  Meilleure distribution pour une série dramatique pour Grey's Anatomy (2006-2012) partagé avec Justin Chambers, Patrick Dempsey, Katherine Heigl, T.R. Knight, Sandra Oh, James Pickens Jr., Ellen Pompeo, Sara Ramirez, Sarah Utterback, Kate Walsh, Isaiah Washington et Chandra Wilson.
- 2021 : Los Angeles Film Awards du meilleur acteur dans un drame pour The Ravine (2020).
- 2021 : Los Angeles Film Awards de la meilleure distribution dans un drame pour The Ravine (2020) partagé avec Teri Polo, Peter Facinelli, Leslie Uggams et Byron Mann.

### Nominations
- 2007 : Festival de télévision de Monte-Carlo du meilleur acteur dans une série télévisée dramatique pour Grey's Anatomy (2006-2012).
- 2007 : Gold Derby Awards de la meilleure distribution de l'année dans une série télévisée dramatique pour Grey's Anatomy (2006-2012) partagé avec Justin Chambers, Patrick Dempsey, Katherine Heigl, T.R. Knight, Sandra Oh, James Pickens Jr., Ellen Pompeo, Sara Ramirez, Kate Walsh, Isaiah Washington et Chandra Wilson.
- 14e cérémonie des Screen Actors Guild Awards 2008 : Meilleure distribution pour une série dramatique pour Grey's Anatomy (2006-2012) partagé avec Justin Chambers, Patrick Dempsey, Katherine Heigl, T.R. Knight, Chyler Leigh, Sandra Oh, James Pickens Jr., Ellen Pompeo, Sara Ramirez, Elizabeth Reaser, Brooke Smith, Justin Chambers, Patrick Dempsey, Katherine Heigl, T.R. Knight, Chyler Leigh, Sandra Oh, James Pickens Jr., Ellen Pompeo, Sara Ramirez, Elizabeth Reaser, Brooke Smith, Kate Walsh, Isaiah Washington et Chandra Wilson.
- 41e cérémonie des People's Choice Awards 2015 : Acteur de série télé préféré dans une série télévisée dramatique pour The Last Ship (2014-2018).
- 2022 : Gold Derby Awards du meilleur acteur dramatique dans un second rôle dans une série télévisée dramatique pour Euphoria (2019-).
- 2022 : Hollywood Critics Association Television Awards du meilleur acteur dans un second rôle dans une série télévisée dramatique pour Euphoria (2019-).

## Voix francophones
En version française, Eric Dane est principalement doublé par Renaud Marx, à partir de la série  Grey's Anatomy, jusqu'en 2021. Il le double notamment dans The Fixer (en), Marley et moi, Valentine's Day, The Last Ship ainsi que dans la première saison de la série Euphoria. À la suite de la retraite de ce dernier, il est remplacé par Guillaume Orsat à partir de la deuxième saison, qui le retrouve par la suite dans Little Dixie (de) et Bad Boys: Ride or Die.
Eric Dane est également doublé par Denis Laustriat dans Les Galons du silence, Rémi Bichet dans X-Men : L'Affrontement final, Bruno Choël dans Dérive mortelle, Jérémie Covillault dans Burlesque, Jérôme Berthoud dans Charmed, Samuel Mathieu dans Las Vegas, Damien Boisseau  dans Mariés, deux enfants et Jean-Christophe Acquaviva dans Countdown.